# Растаманские народные сказки
«Растаманские народные сказки» — проект по сбору и литературной обработке фольклора любителей психотропной конопли. Возник в 1995 г. в Полтаве (Украина), основной автор-координатор — Дмитрий Гайдук. В 1998—2000 г. материалы проекта распространились в пределах СНГ и среди русскоязычной диаспоры многих стран мира. Часть материалов проекта издана в виде одноименной книги (Ростов-на-Дону, «Феникс», 2000, существуют и другие издания).
Тексты проекта оформлены в виде кратких новелл фантастического и анекдотического характера, сохраняющих лексические и стилистические особенности «конопляного» дискурса. Для создания текстов используются не только фольклорные сюжеты, но также личные отчёты о похождениях во время интоксикации каннабиноидами и наиболее яркие образцы индивидуальных и коллективных галлюцинаций, возникших под воздействием препаратов конопли. Отдельная «растаманская сказка» представляет собой компиляцию разнородных фрагментов, объединенных неким сюжетом, который позволяет воспринимать их как единое целое.
Вопреки своему названию, проект не имеет ничего общего с растафарианством.
Это, конечно, не наркоманский и не растаманский фольклор. Это литература. Безусловно, выросшая на растаманской-хиппистской культуре, но критичная и рефлексивная».
Специфические термины и отдельные элементы этого вероучения присутствуют в «сказках» постольку, поскольку они имеют хождение в среде русскоязычных любителей конопли, и в силу того, что слово «растаманы» часто используется ими в качестве самоназвания.
«Растаманские сказки» — не только литература. Это и этнография одного малого субэтноса, выделившегося в результате «гласности» и «прулялизма» перестройки... Его мировоззренческие и поведенческие черты (примитивизм, культ духовной чистоты и «детскости», рустикальность и этничность, любовь к экзотике и живой природе, корпоративность, беззаботность и т.д.) выделяют «растаманское» искусство в особую культурную нишу, которая у нас окончательно сформировалась ещё в конце 80-х.
В 2004 году сборник был номинирован на премию «Национальный бестселлер», заняв 13-е место в шорт-листе конкурса.
Официальный сайт проекта — https://web.archive.org/web/20080913142326/http://rastaman.tales.ru/ — открылся в январе 1999 г. и является одним из старейших литературных проектов в Рунете. 19 декабря 2012 года сайт был внесён в единый реестр запрещённых сайтов Федеральной службой по контролю за оборотом наркотиков за размещённую на нём "Энциклопедию конопли", автором которой является Дмитрий Гайдук. В марте 2013 года адрес сайта изменился на http://www.rastamantales.com

## Издания

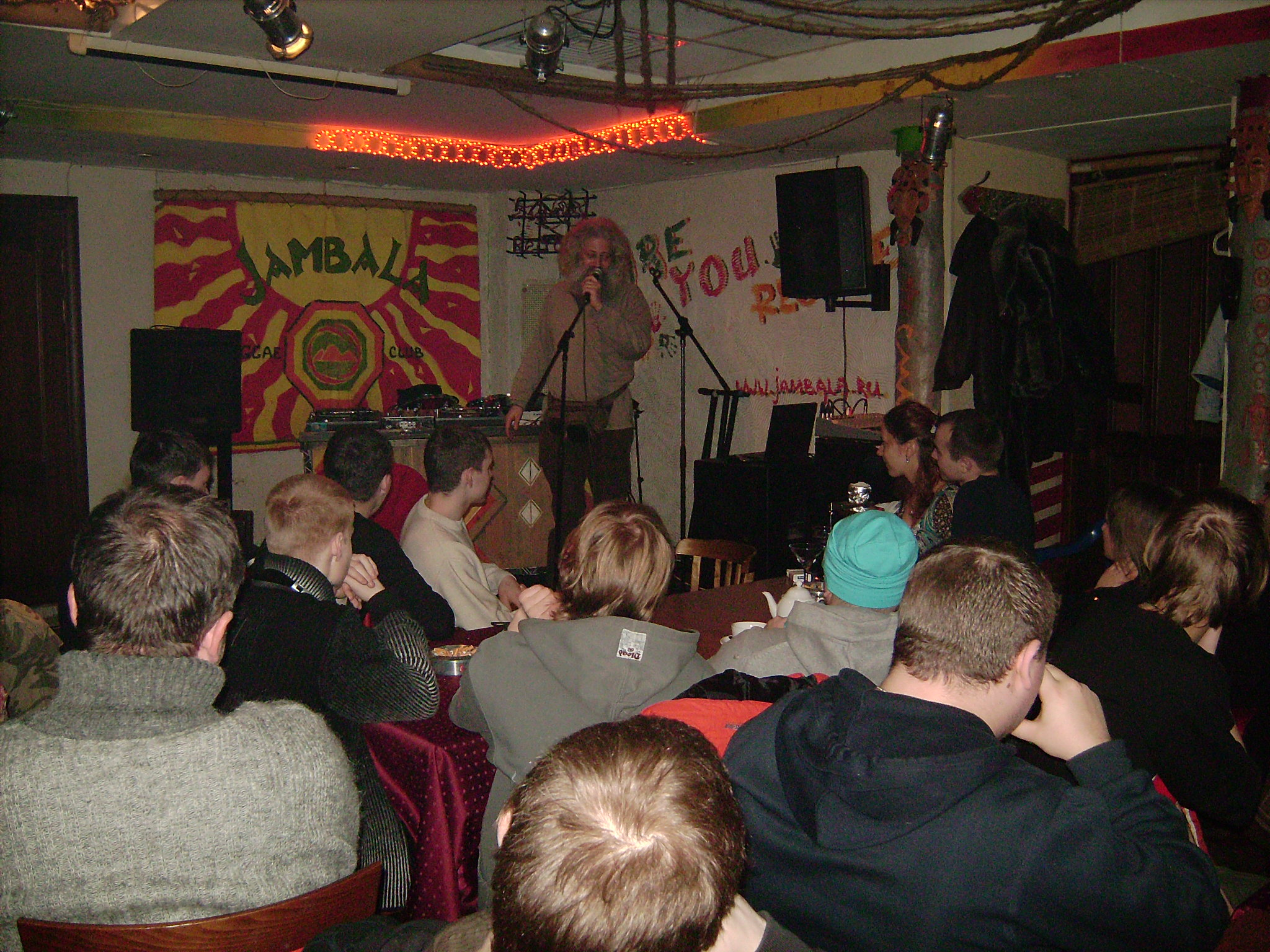
Дмитрий Гайдук читает сказки в клубе «Джамбала»

1. Гайдук Дмитрий. Растаманские народные сказки. Серая книжка. — 1998. — 200 экз.
2. Гайдук Дмитрий. Растаманские народные сказки. Зеленая книжка. — Москва, 1999. — 500 экз. Архивировано 12 августа 2011 года.
3. Гайдук Дмитрий. Растаманские народные сказки: Академическая версия для серьёзных читателей, с комментариями и глоссарием. — Ростов-на-Дону: Феникс, 2000. — 196 с. — 5000 экз. — ISBN 5-222-01277-8.
4. Гайдук Дмитрий, Фрай Макс и др. Русские инородные сказки-2 / Сост. Фрай Макс. — СПб.: Амфора, 2004. — 400 с. — 8000 экз. — ISBN 5-94278-503-1.
5. Гайдук Дмитрий. Растаманские сказки и все такое. — Ультра.Культура, 2004. — 272 с. — 3000 экз. — ISBN 5-98042-058-4.Дмитрий Гайдук читает сказки в клубе «Джамбала»
6. Гайдук Дмитрий. Растаманские сказки и все такое. — 2-е изд. — Ультра.Культура, 2006. — 272 с. — 3000 экз. — ISBN 5-9681-0096-6.